# 프랑코아과
프랑코아과(Francoaceae)는 프랑코아속(Francoa)을 포함하고 있는 쥐손이풀목의 속씨식물 과이다. 프랑코아과는 어긋나기 잎자루의 기초가 특징적인 다년생 초본식물이다. 잎몸은 가장자리가 갈라졌거나 민틋하다. 프랑코아과 식물의 자생지는 칠레다. 프랑코아 손키폴리아(Francoa sonchifolia)는 키가 1m 이상 자라며, 날개가 있는 잎자루와 함께, 둥글고 잎가가 깊이 갈라지고 짙은 녹색의 솜털이 덮인 잎이 난다. 작은 컵 모양의 꽃이, 빽빽한 총상 꽃차례로 여름과 초가을에 피며, 붉은 반점이 있는 핑크색을 띤다. APG III 분류 체계에서 멜리안투스과(Melianthaceae)로 분류했지만 APG IV 분류 체계에서는 별도의 과로 분류하고 기존 멜리안투스과에 포함시켰던 하위 속을 모두 포함하여 분류했다.

## 하위 속
- 발비시아속 (Balbisia)
- Bersama
- Cissarobryon
- 프랑코아속 (Francoa)
- Greyia
- 멜리안투스속 (Melianthus)
- Rhynchotheca
- 테틸라속 (Tetilla)
- Wendtia
- Viviania